# Melanocamenta kolbei
Melanocamenta kolbei är en skalbaggsart som beskrevs av Brenske 1903. Melanocamenta kolbei ingår i släktet Melanocamenta och familjen Melolonthidae. Inga underarter finns listade i Catalogue of Life.